# Odalengo Grande
Odalengo Grande (piemontesisch Audalengh Grand) ist eine Gemeinde in der italienischen Provinz Alessandria (AL), Region Piemont.

## Lage und Einwohner
Die Gemeinde Odalengo Grande liegt rund 50 Kilometer nordwestlich von der Provinzhauptstadt Alessandria entfernt. Das Gemeindegebiet umfasst eine Fläche von 15,83 km² und hat 406 (Stand 31. Dezember 2023) Einwohner.
Die Nachbargemeinden sind Cerrina Monferrato, Murisengo, Odalengo Piccolo, Robella (AT), Verrua Savoia (TO), Villadeati und Villamiroglio.

## Bevölkerungsentwicklung
In den letzten hundert Jahren, beginnend mit 1921, ist die Wohnbevölkerung um zwei Drittel zurückgegangen.

## Geschichte

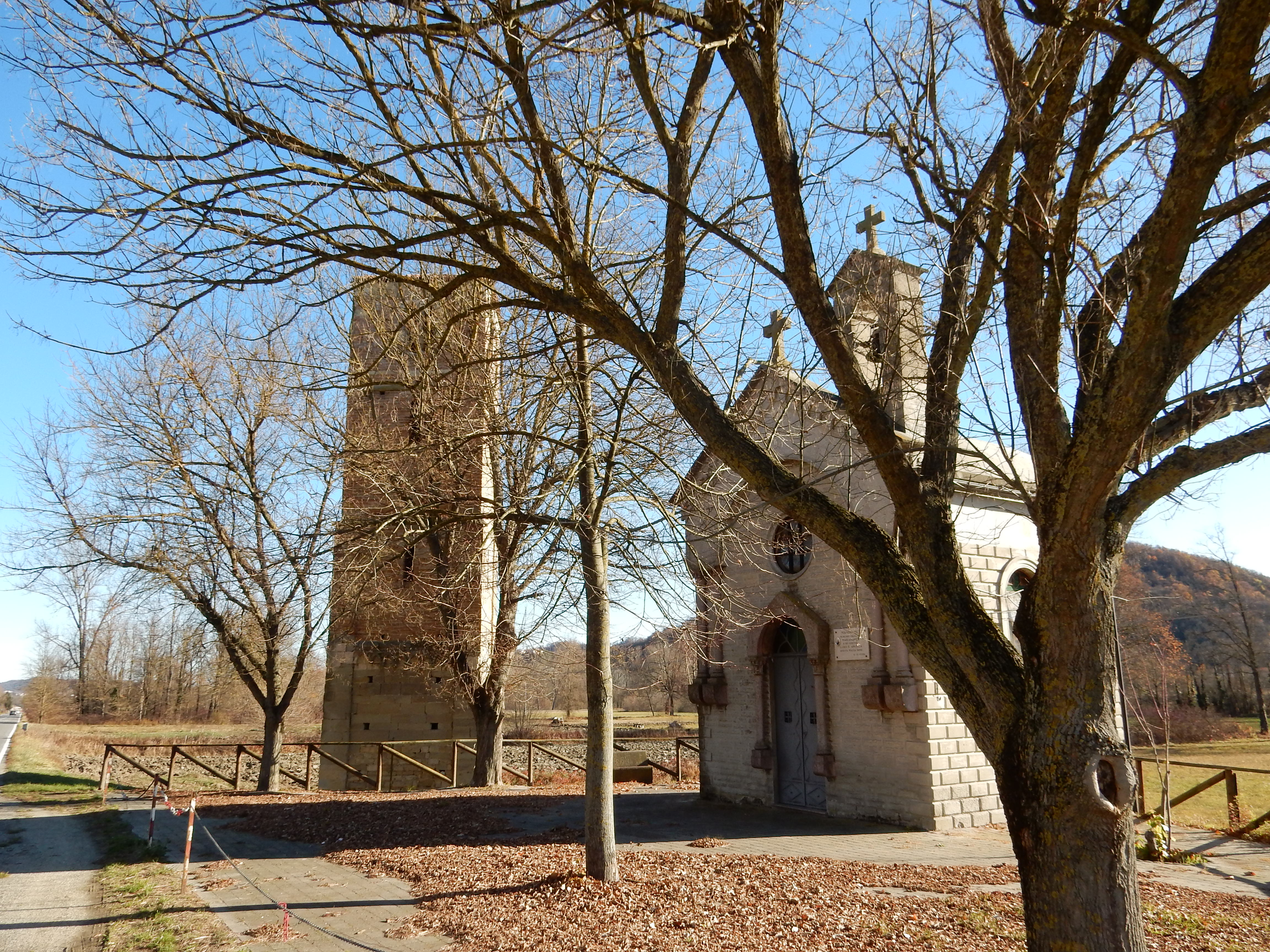
Der Turm San Quilico

Das Toponym scheint durch das germanische Suffix -ing eine Adjektivableitung vom ebenfalls germanischen Personennamen „Audila“ oder „Odilo“ und dem von „Othal“ und „Odiliacus“ zu sein. Die ab 1224 dokumentierten mittelalterlichen Zeugnisse tragen immer den Anfangsbuchstaben „o“, der zwischen „Odalengus“, „Odolengus“ und „Odelengus“ schwankt. Viele der Orte, aus denen es besteht, wurden bereits in der Römerzeit erbaut, andere wurden zur Zeit von Federico Barbarossa erbaut, der mit einem Edikt aus dem Jahr 1164 den Markgrafen von Monferrato die örtlichen Besitztümer bestätigte. Es gab zahlreiche Familien, denen das Lehen in den folgenden Jahren zugesprochen wurde, unter ihnen ist das der Gozzani-Grafen von Treville.

## Sehenswürdigkeiten
- Das Gozzani-Schloss, das heute als Residenz dient.
- Der Glockenturm von San Quirico im romanischen Stil aus dem 12. Jahrhundert, war Teil der gleichnamigen Kirche, die nicht mehr existiert. Ende des 19. Jahrhunderts wurde neben dem Turm eine kleine Kapelle  errichtet, die wiederum San Quirico gewidmet ist.[3]
- Die Pfarrkirche San Vittore, die 1780 auf Wunsch des Marquis Luigi Gozzani von Treville erbaut und Magnocavallo zugeschrieben wird.
- Die Kirche Sant'Antonio della Serra, erbaut im 16. Jahrhundert.
- Die Kirche Madonna del Carmine aus dem Jahr 1819.
- Die Kirche der Heiligen Dreifaltigkeit.
- Die Pfarrkirche San Grato aus dem 18. Jahrhundert, geschmückt mit wertvollen Holzarbeiten.

## Kulinarische Spezialitäten
Bei Odalengo Grande werden Reben der Sorte Barbera für den Barbera d’Asti, einen Rotwein mit DOCG-Status, sowie den Barbera del Monferrato angebaut.